# Saint-Méard
Saint-Méard is een gemeente in het Franse departement Haute-Vienne (regio Nouvelle-Aquitaine) en telt 330 inwoners (1999). De plaats maakt deel uit van het arrondissement Limoges.

## Geografie
De oppervlakte van Saint-Méard bedraagt 24,5 km², de bevolkingsdichtheid is 13,5 inwoners per km².
De onderstaande kaart toont de ligging van Saint-Méard met de belangrijkste infrastructuur en aangrenzende gemeenten.

## Demografie
Onderstaande figuur toont het verloop van het inwonertal (bron: INSEE-tellingen).